# Улэгир (приток Лены)
Улэгир (устар. Юлэгиир) — река в Жиганском улусе Якутии, приток реки Лена. Длина реки составляет 53 км. Впадает в Лену слева через протоку Тимир-Баппыт на расстоянии 780 км от устья Лены.

## Данные водного реестра
По данным государственного водного реестра России и геоинформационной системы водохозяйственного районирования территории РФ, подготовленной Федеральным агентством водных ресурсов:
- Бассейновый округ — Ленский
- Речной бассейн — Лена
- Речной подбассейн — Лена ниже впадения Вилюя до устья
- Водохозяйственный участок — Лена от впадения Вилюя до водного поста ГМС Джарджан